# Geofakt

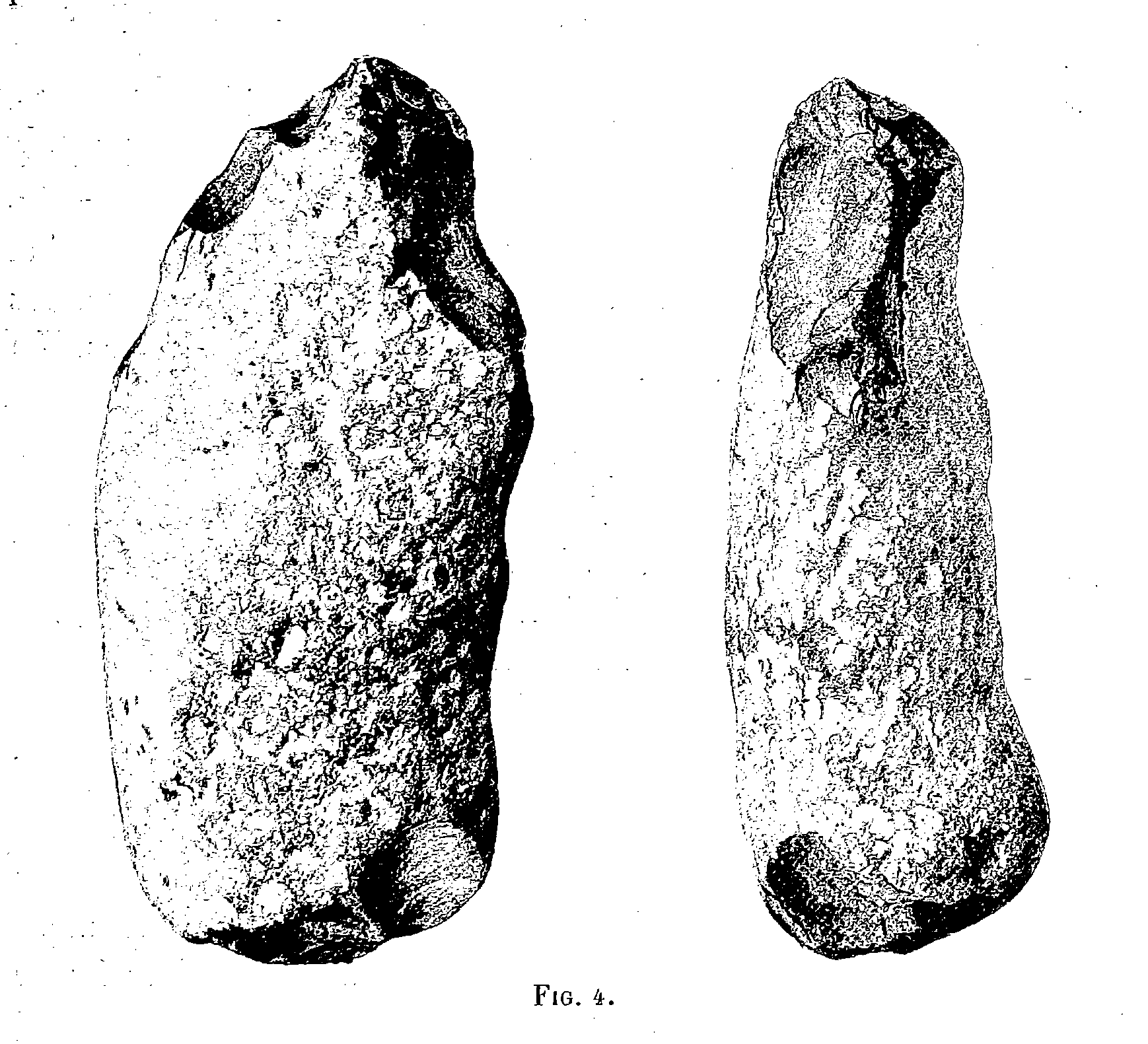
Geofakt oder Eolith

Ein Geofakt oder Pseudoartefakt ist ein auf natürliche Weise modifiziertes Geröll, das artefaktartige, wie von Menschen geschaffene Merkmale aufweist. Die Merkmale, die bei Abschlägen und Kernen durch intentionelle Bearbeitung entstehen, sind bei Geofakten ausschließlich durch Naturkräfte entstanden. Geofakte können Merkmale aufweisen, die eine menschliche Bearbeitung vorspiegeln: Schlagbuckel, Schlagfläche und Schlagnarbe, die auf eine punktförmige Bruchinitialisierung hindeuten, sowie randliche Retuschen, die durch eine gerichtete mechanische Beanspruchung der Kante entstehen, etwa durch Umlagerung (vgl. Grafik bei Abschlag). Solche der Bearbeitung durch gezieltes Schlagen oft sehr ähnlich sehende Bestoßungen können durch Abrollung und Gegeneinanderschlagen in Schottern hervorgerufen werden. Passende Szenarien für die Bestoßung bieten auch schnellfließende Gewässer, die Brandung, Erd- oder Eisdruck, Wind-, Temperatur- und Feuchtigkeitsänderungen.

## Der Eolithenstreit
In der Forschungsgeschichte der Archäologie wurde zunächst das Wort Eolith (von griech. eos, die Morgenröte, und lithos, der Stein) verwendet, um bearbeitet wirkende Geröllgeräte zu beschreiben. Der Begriff „Éolithique“ (Eolithikum) fand bereits 1883 bei Gabriel de Mortillet in seinem Werk Le préhistorique: antiquité de l'homme für die Beschreibung des ältesten urgeschichtlichen Zeitalters Verwendung. Bezüglich der ältesten Objekte waren viele Wissenschaftler im ausgehenden 19. Jahrhundert irrtümlicherweise überzeugt, dass sogar in den Schichten des Tertiärs gefundene Eolithen, die mit heutigem Wissen auf ca. 25 Mio. Jahre zu datieren sind, menschliche Werkzeuge seien. Das Eolithikum – die vermeintliche „Morgenröte der Menschheit“ – dessen geologisches Alter zu dieser Zeit kaum abschätzbar war, sei demnach bereits mit Steinwerkzeugen verbunden gewesen.
Anderer Einschätzung waren zum Beispiel Marcellin Boule, Henri Breuil und Hugo Obermaier, die ihre Ansichten im Jahre 1905 äußerten. Marcellin Boule publizierte 1905 Beobachtungen aus der Schottermühle von Mantes-la-Ville. In solchen „Kreidemühlen“ wurden Feuersteine industriell zermahlen. Im Ergebnis fand er massenhaft Eolithen, die alle Merkmale menschlicher Bearbeitung aufwiesen, bis zu hauchdünnen Klingen, die für das Magdalénien typisch wären. Die besonders im Jahre 1905 intensiv geführte Diskussion wird als „Eolithenstreit“ bezeichnet. Einen Widerhall fand die Diskussion auch in der Dezembersitzung der Deutschen Geologischen Gesellschaft des Jahres 1905, als Hans Hahne die Unterschiede zwischen Geofakten aus Kreidemühlen und Artefakten erläuterte. Die Diskussion wurde angeheizt durch die unterschiedliche Bewertung von Schotterfunden in deutschen Fundplätzen, zum Beispiel in der so genannten „Parkkiesgrube“ von Hundisburg.
Im Gegensatz dazu unterstützte Fritz Wiegers die Arbeiten von Breuil und Obermaier.

## Geofakte als Kunstwerke
Seit Jacques Boucher de Perthes, dem Entdecker altpaläolithischer Artefakte und verdienten Amateur-Vorgeschichtsforscher, wurden in Geofakten immer wieder figürliche Kleinkunstwerke gesehen (vgl. Altpaläolithische Kleinkunst). Hier regen zufällig entstandene, figürlich wirkende Naturspiele die Fantasie des Betrachters an.

## Aktuelle Bewertung
Unter Umständen ist die Entscheidung, ob es sich um ein Geofakt oder um ein von Menschen hergestelltes Steinartefakt handelt, nicht einfach. In diesem Fall kann der Fundkontext zur Entscheidungsfindung dienen (vgl. Befund). Gibt es in der Nähe weitere Spuren menschlicher Aktivität, zum Beispiel Siedlungen, liegt der Schluss nahe, dass es sich um ein Artefakt handelt. Einen isoliert gefundenen angeschlagenen Stein wird man eher als Geofakt einordnen. Auch Geofakte eignen sich unter Umständen als Werkzeuge und können daher in Einzelfällen von Homininen benutzt worden sein.
Heutige Plädoyers für die Anerkennung der Eolithen als Artefakte erfolgen in der Regel nur noch aus weltanschaulichen Gründen.